# كرمبنيرفارد
كرمبنيرفارد هي بلدية غرب هولندا، في مقاطعة جنوب هولندا.

## طوبوغرافيا
خريطة طوبوغرافية هولندية لبلدية كرمبنيرفارد، يونيو 2015، (تقرأ بعد ثلاث نقرات على الخريطة).